# Крістіан Тобіра
Крістіан Тобіра (фр. Christiane Taubira), або Крістіан Тобіра-Деланнон (фр. Christiane Taubira-Delannon; нар. 2 лютого 1952, Каєнна, Французька Гвіана) — французька економістка і політична діячка, міністр юстиції Франції з 2012 до 2016 року.
Здобула освіту економіста. Політичну діяльність Тобіра почала на початку 90-х років, заснувала місцеву партію під назвою Валварі і також приєдналась до французької національної Радикальної партії лівих. 1993 року вперше обрана членом Національної асамблеї. З 1994 до 1999 року вона одночасно входила до Європейського парламенту.
2002 року Тобіра була кандидатом на президентських виборах як кандидат Радикальної партії лівих. У першому турі вона отримала понад 660 тис. голосів (2,3 %).
У січні 2022 року оголосила про участь у  президентських виборах 2022.